# Fosa infratemporal
La fosa infratemporal, también conocida como fosa cigomática es un espacio irregular situado  profunda e inferiormente al arco cigomático y en profundidad a la rama de la mandíbula. Se halla limitada por las siguientes estructuras:
- Lateralmente:Cara interna de la rama de la mandíbula.
- Medialmente: la cara lateral de la apófisis pterigoides del hueso esfenoides.
- Superiormente: el ala mayor del esfenoides.
- Anteriormente: la parte posterior del maxilar.
- Posteriormente: lámina timpánica del hueso temporal.
- Inferiormente: la inserción en la mandíbula del músculo pterigoideo interno.

## Contenido
La fosa infratemporal contiene las siguientes estructuras:
- La parte inferior del músculo temporal.
- Los músculos pterigoideo interno y pterigoideo externo.
- El nervio mandibular, que entra por el  agujero oval y se divide en varias ramas en este espacio.
- La arteria maxilar interna, que entra a través del ojal retrocondíleo de Juvara y da múltiples ramas.
- El plexo venoso pterigoideo.
- Ganglio óptico.
- Cuerda del tímpano.